# ماكس هاربر (لاعب كرة قاعدة)
ماكس هاربر (بالإنجليزية: Bryce Harper) (و. 1992  م) هو لاعب كرة قاعدة أمريكي، ولد في لاس فيغاس، مركز لعبه هو لاعب أيمن ‏.

## روابط خارجية
- ماكس هاربر على موقع دوري كرة القاعدة الرئيسي (الإنجليزية)
- ماكس هاربر على موقعبيزبول رفرنس.كوم (الدوري الرئيسي) (الإنجليزية)
- ماكس هاربر على موقعبيزبول رفرنس.كوم (الدوري الثانوي) (الإنجليزية)
- ماكس هاربر على موقع إي إس بي إن.كوم (أم.أل.بي) (الإنجليزية)
- ماكس هاربر على موقع مشجعي الرسوم البيانية (الإنجليزية)